# Bray-sur-Somme
Bray-sur-Somme [bʁɛ syʁ sɔm] ist eine französische Gemeinde mit 1.191 Einwohnern (Stand 1. Januar 2022) im Département Somme in der Region Hauts-de-France. Sie gehört zum Arrondissement Péronne und zum Kanton Albert.

## Geografie
Die Gemeinde liegt am mäandrierenden Mittellauf der Somme, etwa 30 Kilometer östlich von Amiens.

## Bevölkerungsentwicklung
| Jahr      | 1962 | 1968 | 1975 | 1982 | 1990 | 1999 | 2008 | 2018 |
| Einwohner | 1185 | 1226 | 1242 | 1220 | 1320 | 1316 | 1252 | 1274 |

## Sehenswürdigkeiten

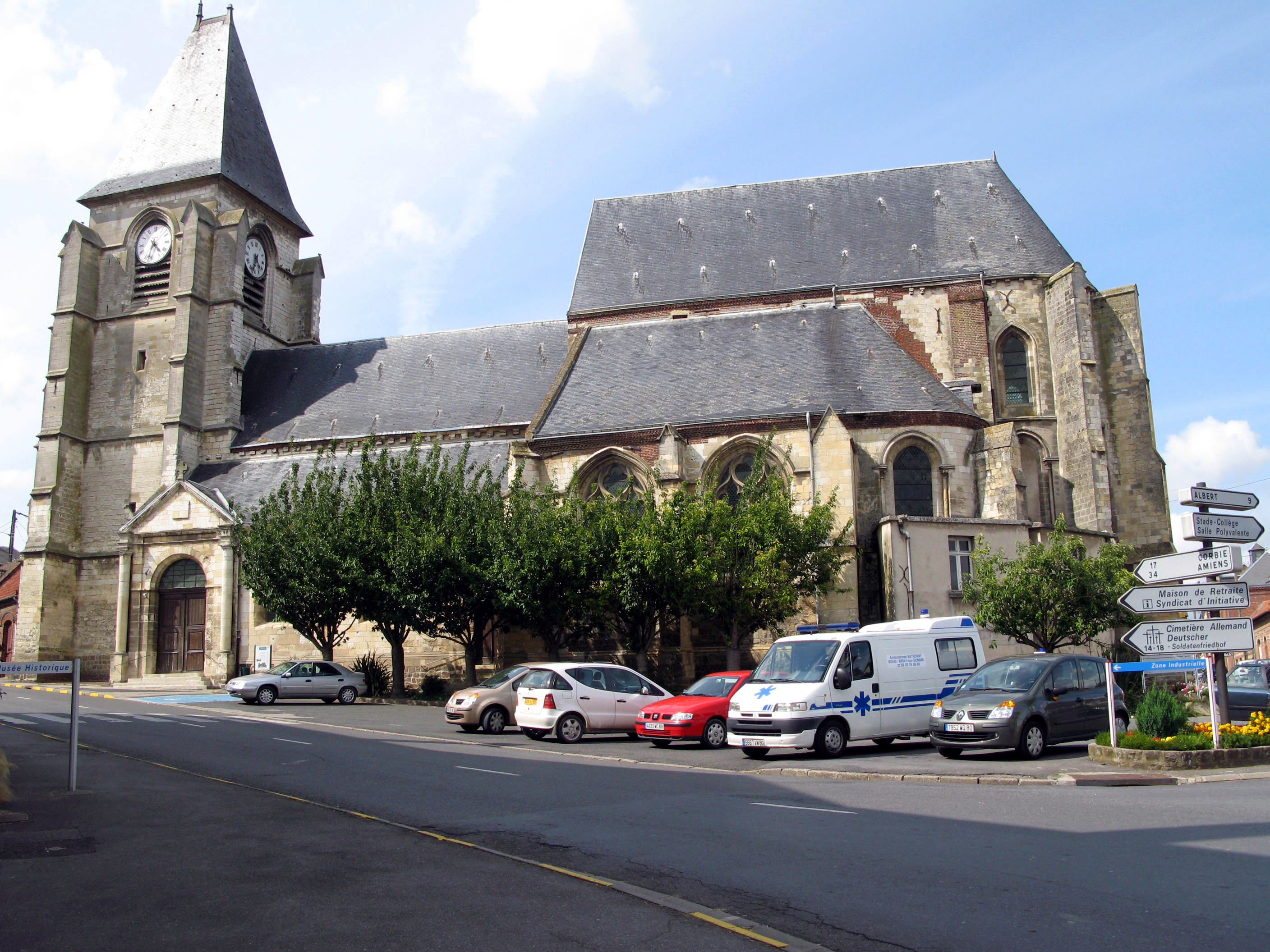
Kirche Saint-Nicolas

- Kirche Saint-Nicolas (12. Jahrhundert, Monument historique[1])